# ウィルソン・ボイト・キプケテル
ウィルソン・ボイト・キプケテル（Wilson Boit Kipketer, 1973年10月6日 - ）は、ケニアの陸上競技選手である。2000年シドニーオリンピック3000m障害の銀メダリストである。
彼は、1997年に3000m障害において、モーゼス・キプタヌイが持っていた7分59秒18の世界記録を破り、7分59秒08の世界新記録を樹立した。しかし、わずか11日後にバーナード・バルマサイによって彼の世界記録は破られた。

## 主な実績
| 年   | 大会               | 場所                               | 種目      | 結果 | 記録    |
| ---- | ------------------ | ---------------------------------- | --------- | ---- | ------- |
| 1997 | 世界陸上選手権     | アテネ（ギリシャ）                 | 3000m障害 | 金   | 8:05.84 |
| 1999 | 世界陸上選手権     | セビリア（スペイン）               | 3000m障害 | 銀   | 8:12.09 |
| 1999 | アフリカ競技大会   | ヨハネスブルグ（南アフリカ共和国） | 3000m障害 | 銀   | 8:41.33 |
| 2000 | オリンピック       | シドニー（オーストラリア）         | 3000m障害 | 銀   | 8:21.77 |
| 2002 | IAAFワールドカップ | マドリッド（スペイン）             | 3000m障害 | 金   | 8:25.34 |
| 2002 | アフリカ陸上選手権 | チュニス（チュニジア）             | 3000m障害 | 銀   | 8:20.92 |